# Tatiana Grigorieva
Tatiana Grigorieva (8 de octubre de 1975 en Leningrado, actual San Petersburgo, Rusia) es una atleta australiana de origen ruso especialista en salto con pértiga. Entre sus éxitos más importantes destacan la medalla de plata en los Juegos Olímpicos de Sídney 2000 y la medalla de bronce en los mundiales de Sevilla 1999. También fue campeona en los Juegos de la Mancomunidad de Mánchester 2002 y subcampeona en los de Melbourne 2006.
Comenzó su carrera como atleta en su país natal, donde competía en pruebas de vallas, aunque sin llegar a destacar internacionalmente. En 1997 se trasladó a vivir a Australia, y en poco tiempo se convirtió en una de las mejores pertiguistas del mundo.
Aparte de sus éxitos a nivel internacional, ha sido tres veces campeona de Australia al aire libre (1999, 2001 y 2002)
Su mejor marca persona es de 4.58 m conseguida en 28 de septiembre de 2006 en Daegu.
En 2007 se retiró del deporte en activo.
Aparte de su carrera como atleta, ha trabajado esporádicamente como modelo y ha aparecido en portadas de conocidas revistas. También es un rostro conocido de la televisión australiana, donde ha participado en varios programas.

## Resultados
| Año  | Competición                          | Lugar      | Puesto | Marca   |
| ---- | ------------------------------------ | ---------- | ------ | ------- |
| 1999 | Campeonato Mundial en pista cubierta | Maebashi   | 9.ª    | 4.20 m. |
| 1999 | Campeonato Mundial                   | Sevilla    | 3.ª    | 4.45 m. |
| 2000 | Juegos Olímpicos                     | Sídney     | 2.ª    | 4.55 m. |
| 2001 | Juegos de la Buena Voluntad          | Brisbane   | 3.ª    | 4.45 m. |
| 2001 | Campeonato Mundial                   | Edmonton   | 4.ª    | 4.55 m. |
| 2002 | Juegos de la Mancomunidad            | Mánchester | 1.ª    | 4.35 m. |
| 2005 | Campeonato Mundial                   | Helsinki   | 12.ª   | 4.00 m. |
| 2006 | Juegos de la Mancomunidad            | Melbourne  | 2.ª    | 4.35 m. |
| 2006 | Final Mundial de la IAAF             | Stuttgart  | 4.ª    | 4.50 m  |